# Dactylolabis corsicana
Dactylolabis corsicana är en tvåvingeart som beskrevs av Edwards 1928. Dactylolabis corsicana ingår i släktet Dactylolabis och familjen småharkrankar. Inga underarter finns listade i Catalogue of Life.